# Bruschetta

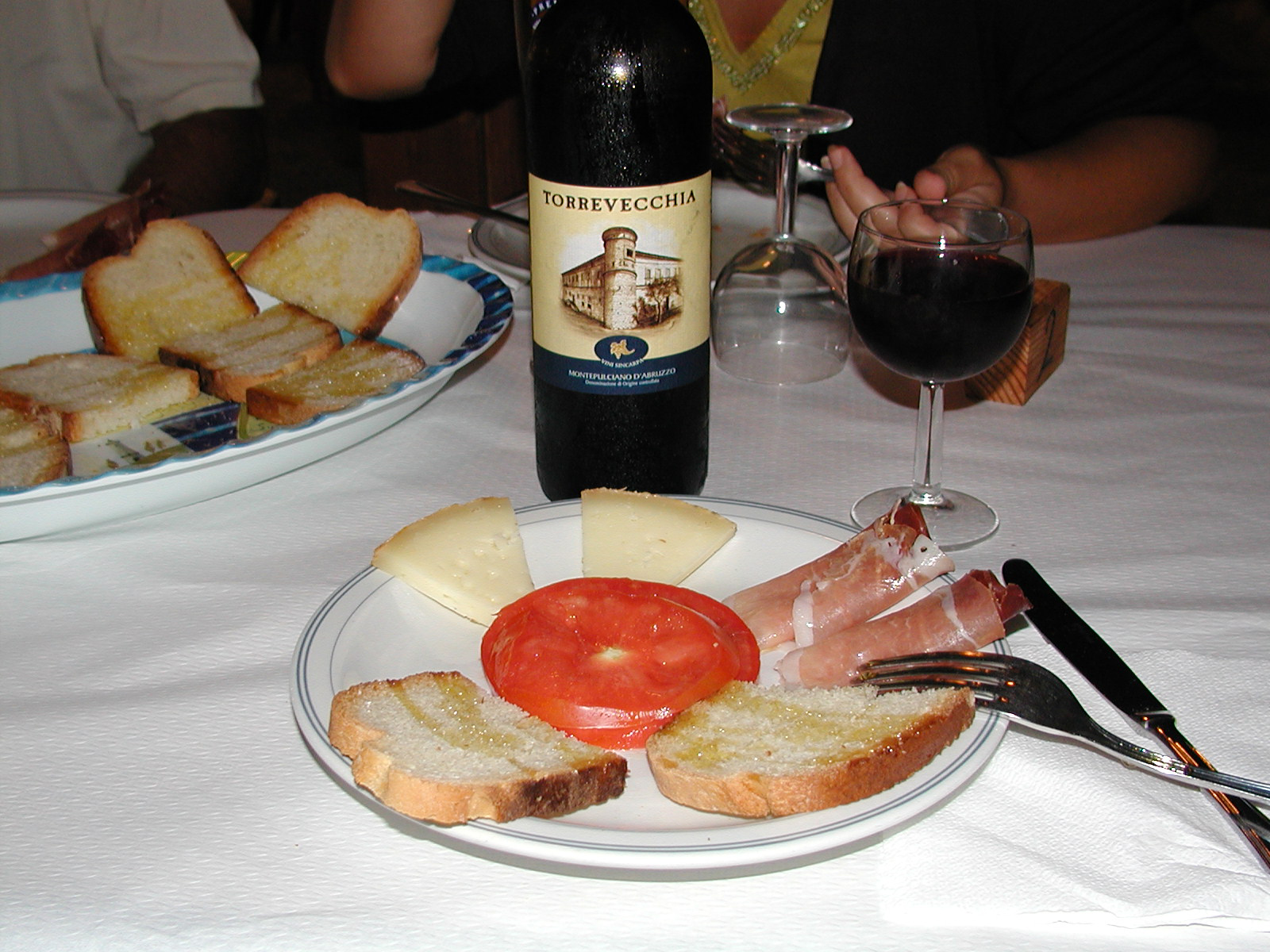
Montepulciano d'Abruzzo bruschettával

A bruschetta hallgat közép-Olaszországból származó étel, amit már a 15. században is fogyasztottak. Pirított kenyérszeletet jelent, amit alapesetben fokhagymával dörzsölnek be, extra szűz olívaolajjal locsolnak meg, majd sóznak és borsoznak. Jellemző feltét lehet a paradicsom és egyéb zöldségek, a sonka, a pástétom, és/vagy a sajt. A bruschettát általában előételként, vagy étkezések közti harapnivalóként tálalják.

## Érdekességek
- Toszkánában a bruschettát fettuntának hívják, ami annyit tesz: „olajos szelet”.
- A bruschetta mostanában igen népszerű, többek között az angol középosztály egyik nagy kedvence.